# Cürassier-Regiment Schmidt

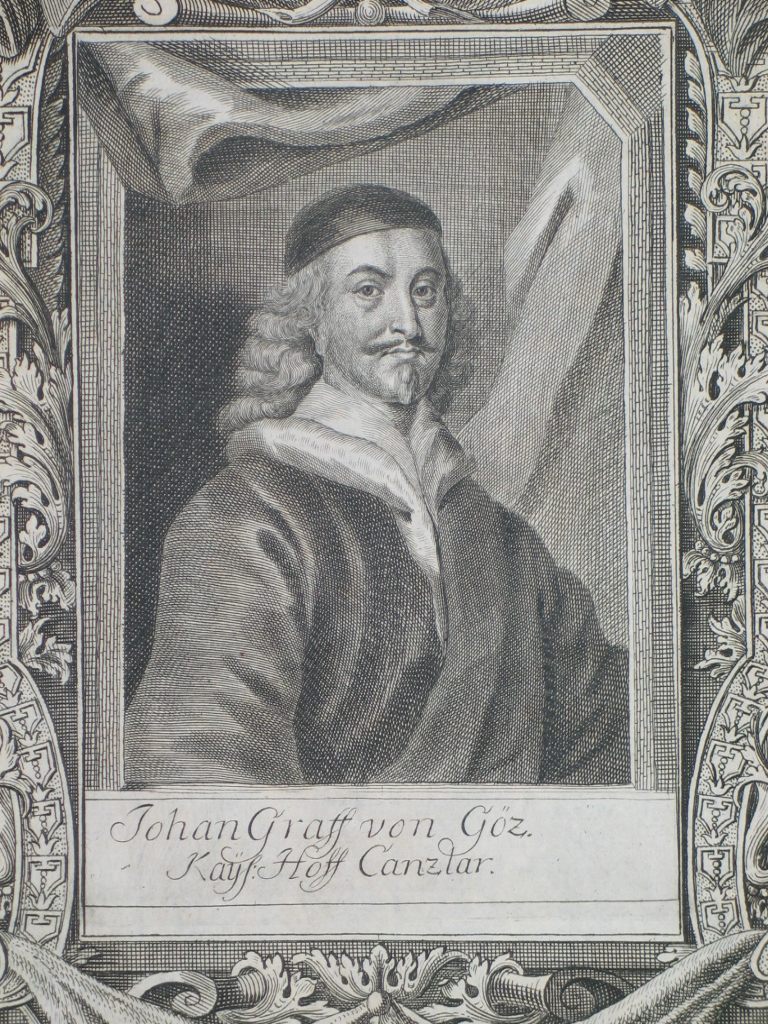
Der erste Regimentsinhaber, Graf Johann von Götzen

Das Cürassier-Regiment Schmidt war ein Kavallerieverband der kaiserlichen Armee. Erster Regimentsinhaber war 1643 der Feldmarschall Graf Johann von Götzen.

## Formationsgeschichte
- 1643: aus den Regimentern des Generals Krockow in Polen aufgestellt
- 1649: wurde das aufgelöste „Regiment Dohna“ eingegliedert und im gleichen Jahr auf drei Kompanien reduziert
- 1652: wurde das aufgelöste „Regiment Khevenhüller“ eingegliedert
- 1656: Fünf Kompanien wurden zur Neuerrichtung des „Regiment Areyzaga“ abgegeben
- 1657: Zwei Kompanien Kürassiere und eine Kompanie Dragoner wurden neu angeworben, je eine Kürassier-Kompanie zur Neuaufstellung an die Regimenter „Knigge“ und „Leszno“, die Dragoner-Kompanie an das „Regiment Spankau“ abgegeben
- 1659: Das aufgelöste „Regiment Poiger“ eingegliedert
- 1660: Das aufgelöste Cürassier-Regiment Braida eingegliedert
- 1664: 200 Mann wurden an das neuaufgestellte Regiment Metternich abgegeben
- 1679: das Regiment wurde aufgelöst, die Mannschaft in die Regimenter „Montecuccoli“ und „Pállfy“ eingegliedert

### Regimentsinhaber
- 1643: Feldmarschall Graf Johann Götz (Götzen)
- 1645: Obrist von Warlowski, der jedoch sogleich abgedankt und das Regiment dem damaligen Obrist Graf Sigmund von Götz überließ
- 1662: Obrist Ferdinand Carl von Rappach
- 1664: Obrist/Generalfeldwachtmeister  Johann Schmidt

### Regiments-Kommandanten
- 1644: Obristlieutenant Pein
- 1644: Obristlieutenant Nicolaus von Nostitz
- 1645: Der Inhaber Obrist von Götzen
- 1657: Obristlieutenant Heinrich Degener von Degenheim gen. Thiel
- 1662: Der Inhaber Obrist von Rappach
- 1664: Der Inhaber Obrist Schmidt
- 1645: Obristlieutenant Franz Schneider
- 1646: Obristlieutenant/Obrist Johann von Mortal
- 1676: Obrist Graf Thun

### Friedensgarnisonen
- 1649: Oberösterreich
- 1650: Ungarn (Raab), und Oberungarn, (Fülek, Levencz)
- 1660–1661: Königgrätz
- 1662: Schlesien
- 1668: Böhmen
- 1670: Ungarn mit Stab in Komárom
- 1679: Schlesien

## Gefechtskalender

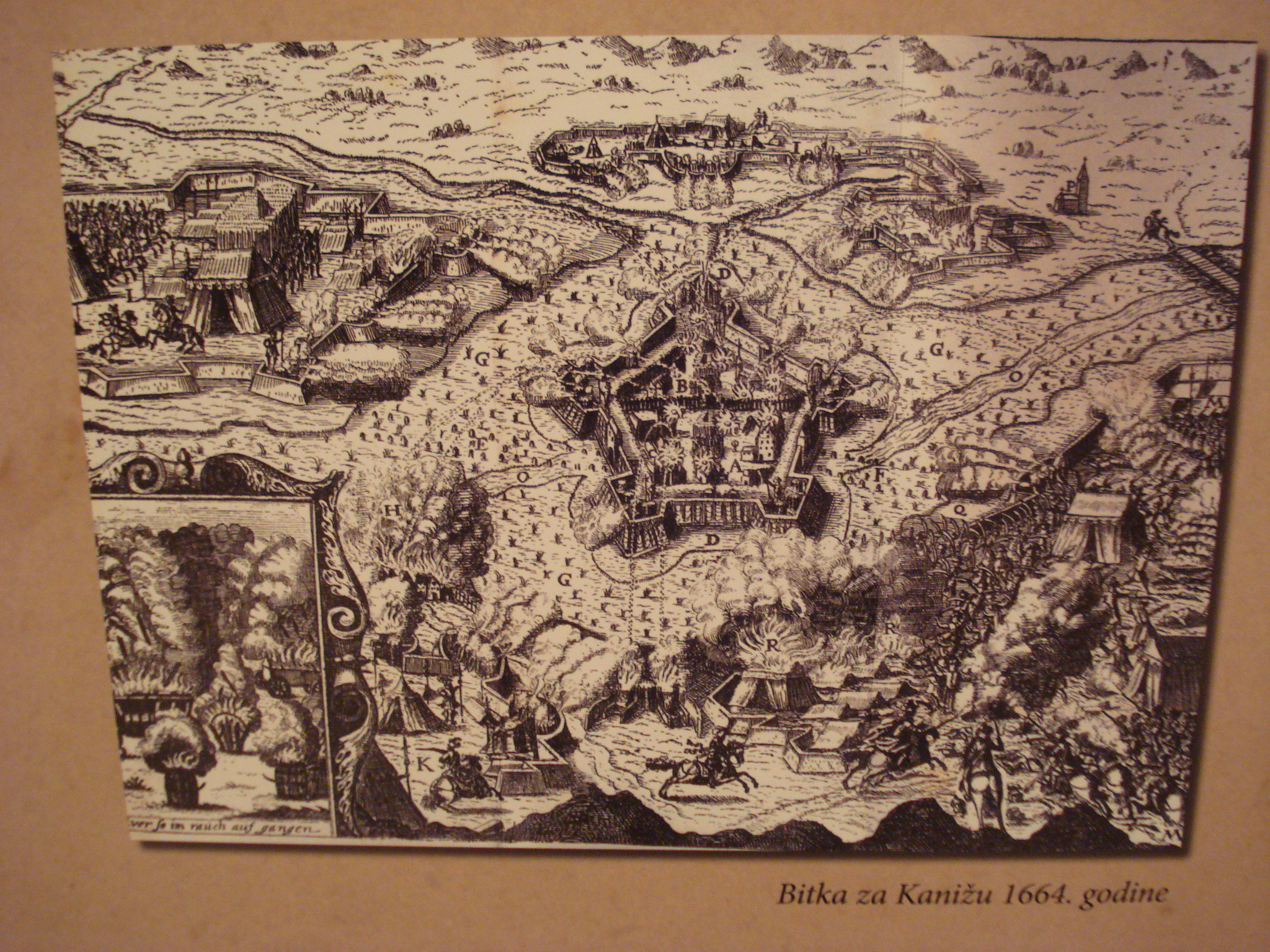
Belagerung von Nagykanizsa im Mai 1664 mit der Teilnahme des Regiments

- Dreißigjähriger Krieg

1644: Kämpfe in Schlesien, Teilnahme an der Belagerung von Oppeln
1645: Gefechte in Schlesien, Mähren und Böhmen, Teilnahme an der Schlacht bei Jankau
1646: Stand das Regiment bei der Armee von General Montecuccoli in Schlesien, marschierte dann unter dessen Kommando nach Böhmen. Das Regiment erlitt große Verluste bei Trautenau und bei Horitz
1647: Schlacht bei Triebl, unter Johann de la Corona bei der Einnahme der Königswarter Schanze und der Blockade von Eger
1648: Gefecht bei Frauenberg. Garnison in Prag während der Belagerung. Hier zeichnete sich der Obristwachtmeister Walderoth besonders aus, der Obrist Götz erhielt ein kaiserliches „Dankbriefel“ überreicht
1650: Das Regiment befand sich in Ungarn
1654: Eine Kompanie war an einem Gefecht bei Komárom beteiligt
- Zweiter Nordischer Krieg

1657: Verlegung von Ungarn nach Schlesien und dann weiter nach Polen zur Haupt-Armee zu stoßen. Teilnahme an der Belagerung und Einnahme von Krakau.
1658: Mit der Hauptarmee in Polen, Brandenburg, Mecklenburg, Holstein und Jütland
1659: Kämpfe in Holstein und Pommern
1660: Weiterhin in Pommern. Hier zeichnete sich der Obristlieutenant Degener besonders aus
- Türkenkrieg 1663/1664

1663: Gefecht bei Komárom
1664: Teilnahme an der Belagerung von Nagykanizsa, Verteidigungskämpfe an der Schanze von Sernivár, Teilnahme an der Schlacht bei Mogersdorf, hier wurde der Inhaber lobend erwähnt
- Kuruzenaufstände

1671–1678: Kämpfe gegen die aufständischen Kuruzen. Das Regiment stand im Gefecht beim Dorf Böszörmeny und wurde dafür lobend erwähnt
1678: Verlegung nach Schlesien
1679: Mit der Armee-Reduction (Verkleinerung) als Ergebnis des Friedens von Nimwegen wurden mit kaiserlicher Resolution das Regiment neben einigen anderen im Juli des Jahres abgedankt (aufgelöst) und das Personal aufgeteilt

## Gefallene höhere Offiziere
- 1644: Der Regimentskommandant, Obristlieutenant Pein im Kampf vor Oppeln
- 1645: Der Regimentsinhaber, Feldmarschall Graf Götz in der Schlacht bei Jankau